# Сандерс, Эдвард (актёр)
Эдвард Уильям Сандерс (англ. Edward William Sanders; род. 4 февраля 1993, Восточный Сассекс, Англия, Великобритания) — британский актёр и певец. Он стал известным благодаря роли Тобиаса Регга в фильме режиссёра Тима Бёртона — Суини Тодд, демон-парикмахер с Флит-стрит.

## Биография
Сандерс родился 4 февраля 1993 года в Восточном Сассексе, Англия. Сандерс получил образование в подготовительной школе Копторна и сдал экзамены, получив общий аттестат о среднем образовании в колледже Ардингли в западном Суссексе. Затем переехал в Лондон где поступил в колледж Морли одновременно с этим подрабатывал на различных студиях звукозаписи по всему Лондону.  

## Фильмография
| Год  |     | Русское название                          | Оригинальное название                          | Роль                 |
| ---- | --- | ----------------------------------------- | ---------------------------------------------- | -------------------- |
| 2006 | кор | Юпитер                                    | Jupiter                                        | Билли                |
| 2007 | ф   | Суини Тодд, демон-парикмахер с Флит-стрит | Sweeney Todd: The Demon Barber of Fleet Street | Тобиас «Тоби» Регг   |
| 2011 | ф   | Хранитель времени                         | Hugo                                           | молодой брат Табарда |
| 2017 | кор | Убей или умри                             | Kill or be Killed                              | Лиам Хатчерсон       |

## Награды и номинации
- Общество кинокритиков Phoenix Awards 2007 — премия лучшему молодому актёру в главной роли за его роль в фильме Суини Тодд, демон-парикмахер с Флит-стрит (лауреат)[3].
- Las Vegas Film Critics Society Awards 2007 — премия лучшему молодому актёру в фильме Суини Тодд, демон-парикмахер с Флит-стрит (лауреат)[4].
- Молодой актёр 2008 — премия лучшему молодому актёру в фильме Суини Тодд, демон-парикмахер с Флит-стрит (номинант).
- Critics’ Choice Movie Awards 2008 — премия лучшему молодому актёру в фильме Суини Тодд, демон-парикмахер с Флит-стрит (номинант).
- Critics’ Choice Movie Awards 2008 — лучший актёрский ансамбль в фильме Суини Тодд, демон-парикмахер с Флит-стрит (номинант).
- Online Film & Television Association Award 2008 — премия лучшему молодому актёру в фильме Суини Тодд, демон-парикмахер с Флит-стрит (номинант).